# Herschelstraße 31 (Hannover)

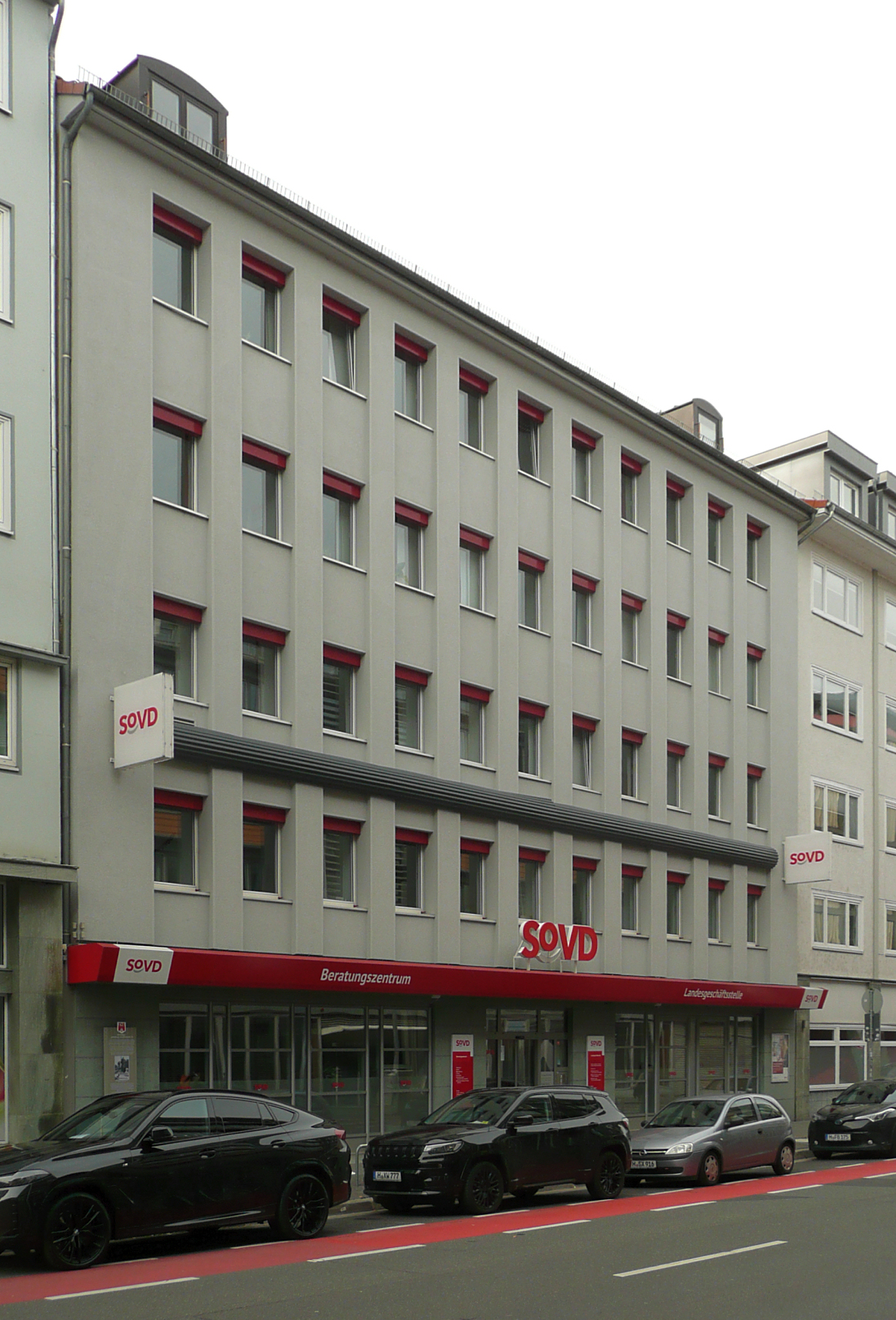
Fassade des Hauses als Sitz des Sozialverbands Deutschland

Das Haus Herschelstraße 31 in Hannover ist Sitz des SoVD Landesverbandes Niedersachsen e.V. als Teil des Sozialverbands Deutschland. Unter derselben Adresse wurde zur Zeit des Nationalsozialismus eines der sogenannten „Judenhäuser“ betrieben.

## Geschichte
Die Immobilie Herschelstraße 31 war am 11. Juli 1899 in das Eigentum des Rentiers Theodor Borchers übergegangen, der privat jedoch in der Bödekerstraße 5 wohnen blieb. Spätestens während der Weimarer Republik stand das Gebäude im Besitz des Kaufmannes und Spielwarenhändlers Moritz Klompus (gestorben 1935), der die dritte Etage des Hauses selbst bewohnte.
Nach der Machtergreifung im Jahr 1933 durch die Nationalsozialisten gipfelten antisemitische Diskriminierung, Verfolgung und Entrechtung der Juden zunächst in den Novemberpogromen 1938. Durch die dabei angerichteten Zerstörungen verlor auch die Eigentümerin des Gebäudes Herschelstraße 31, die damals 75-jährige Kaufmanns-Witwe Rosette Klompus, geborene Jacoby (geboren 15. August 1863 in Jeßnitz), den größten Teil ihres Betriebsvermögens. Weitere Enteignungen erfolgten im Zuge der „Arisierungen“, in deren Folge der Korbmachermeister Heinrich Ritter für „das Warenlager der nichtarischen Firma Rosette Klompus“ einen Teil des Kaufpreises von weniger als 3000 Reichsmark auf ein Sperrkonto bei der Vereinsbank Hannover einzahlte. Einen weiteren Teil ihres Vermögens hatte die Rosette Klompus als sogenannte „Judenvermögensabgabe“ an das Finanzamt zu überweisen.
Während Anfang 1941 laut dem Adressbuch der Stadt Hannover des Jahres noch mehrere nichtjüdische Mieter im Haus Herschelstraße 31 verzeichnet waren, verließen diese – bis auf die beiden im Erdgeschoss geführten Gewerbebetriebe – das Gebäude. Im September 1941 leitete der NSDAP-Gauleiter Hartmann Lauterbacher die nach ihm benannte „Aktion Lauterbacher“ ein, durch die auch das Haus in der Herschelstraße zu einem der 16 sogenannten „Judenhäuser“ in Hannover umfunktioniert wurde: Rund 70 Personen aus anderen jüdischen Privatwohnungen wurden dort zwangseingewiesen; bis Dezember 1941 erhöhte sich ihre Zahl auf etwa 150. Einer davon war Norbert Prager, der spätere Holocaust-Überlebende und Vorsitzende der Jüdischen Gemeinde Hannovers und seine Ehefrau Frieda. Er musste sich zeitweilig mit sieben anderen Männern ein Zimmer teilen.
Anfang Dezember 1941 begann mit dem „großen Dezembertransport“ die Umquartierung jüdischer Männer, Frauen und Kinder in die zum Sammellager umfunktionierte Israelitischen Gartenbauschule Ahlem; die Einweisung in Massenquartiere bereiteten zugleich die bald darauf einsetzenden Deportationen durch die Gestapo vor unter Mitwirkung von Stadtverwaltung, Polizei, Justiz, Reichsbahn und Finanzverwaltung. Infolge der Deportationen sank die Zahl der in der Herschelstraße 31 lebenden Menschen auf durchschnittlich 60 bis 70 Personen. Dort wohnten dann hauptsächlich „Ehepaare in nichtprivilegierten Mischehen, denen jeweils ein Zimmer zugeteilt wurde.“
Der massive Backsteinbau mit Vorderhaus und zwei Seitenflügeln hatte über dem Erdgeschoss mit einem Zwischengeschoss vier Obergeschosse und einen Dachboden. Im Erdgeschoss einschließlich der Seitenflügel waren Anfang der 1940er Jahre die Geschäftsräume vom Automobilhandel Burgdorf sowie die Korbhandlung Heinrich Ritter untergebracht.

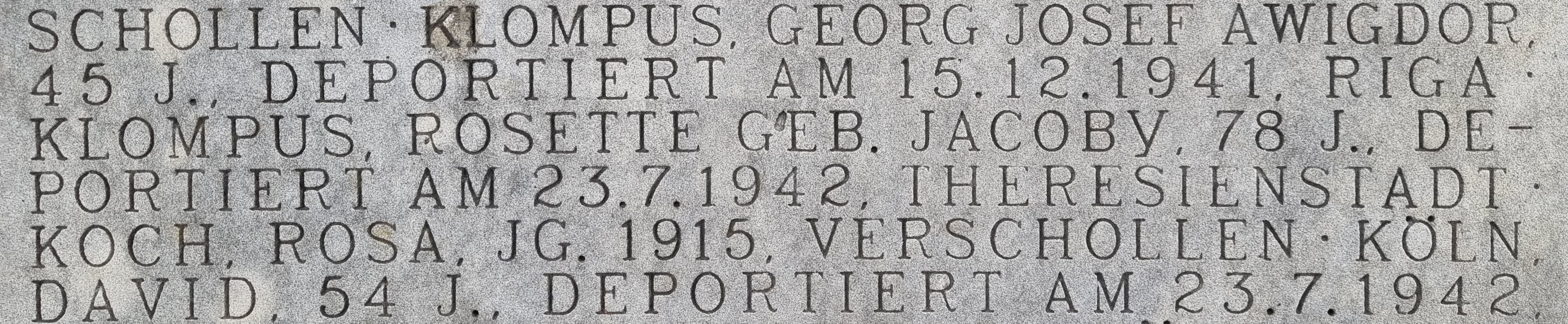
Inschriften für Georg Josef Awigdor und Rosette Klompus am Mahnmal für die ermordeten Juden Hannovers

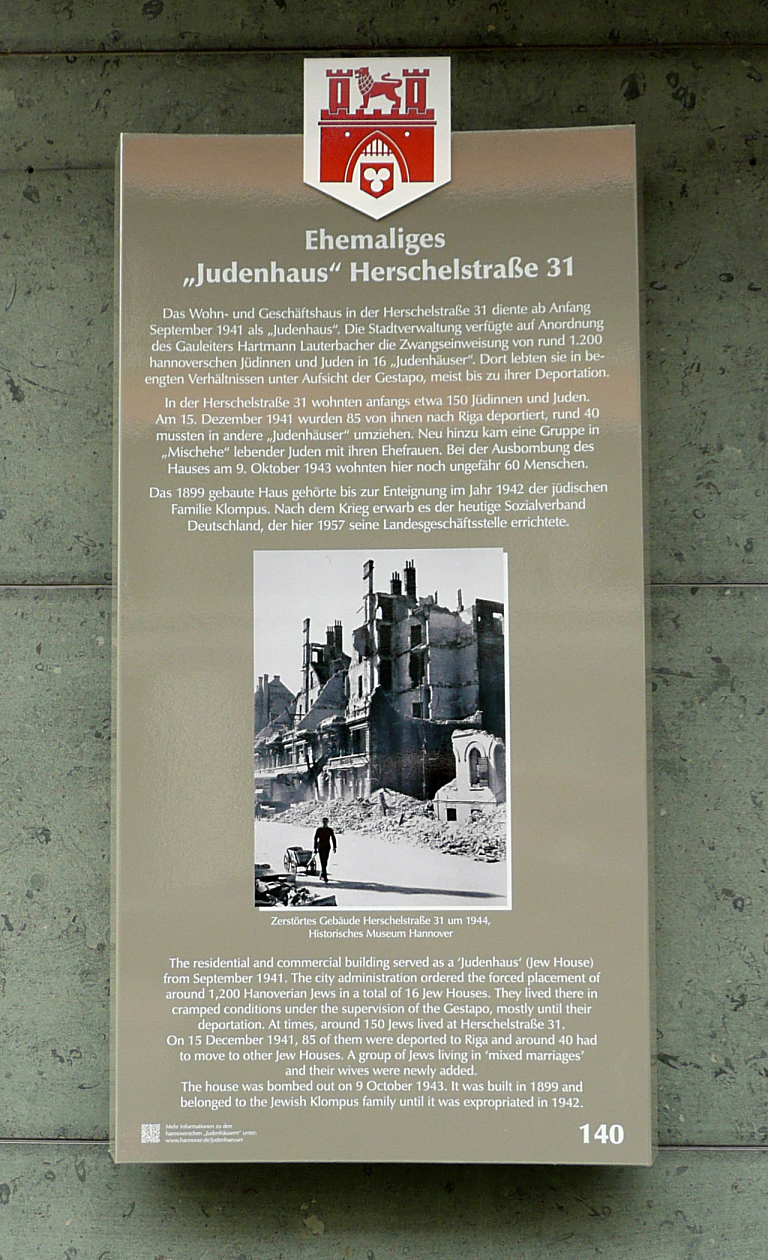
Stadttafel am Gebäude zur Information über das ehemalige „Judenhaus“

1942 war das gesamte Vermögen der Hauseigentümerin Klompus, das in ihren letzten Jahren von August Hülsmeyer verwaltet worden war, „vollständig zugunsten des Deutschen Reiches eingezogen“ worden. Rosetta Sara Klompus war zuvor in die Wunstorfer Landstraße 1, die ebenfalls zum „Judenhaus“ umfunktionierte Israelitische Gartenbauschule Ahlem, eingewiesen worden und wurde am 23. Juli 1942 in das KZ Theresienstadt deportiert.
Anfang 1943 lebten noch 35 jüdische Familien, insgesamt mindestens 72 Menschen, in der Herschelstraße 31, darunter 8 Personen, die im August des Jahres verhaftet, ins Arbeitserziehungslager Lahde verschleppt und dort ermordet wurden. Anfang Oktober des Jahres waren im „Judenhaus“ in der Herschelstraße noch etwa 50 Männer und Frauen sowie der Sohn von Norbert Prager untergebracht, bevor das Gebäude während der Luftangriffe auf Hannover in der Nacht vom 8. auf den 9. Oktober 1943 völlig zerstört wurde. Die Zwangsuntergebrachten konnten sich auf die brennende Straße retten und blieben für kurze Zeit obdachlos, bevor nahezu alle von der Gestapo zusammengeholt und beispielsweise am 25. Februar 1945 mit dem letzten Transport nach Theresienstadt deportiert wurden.
Im Bildarchiv des Historischen Museums Hannover findet sich eine nach dem 8./9. Oktober 1943 gefertigte Fotografie mit der Ruine des Hauses Herschelstraße, über dessen ausgebombten Räumen im Erdgeschoss die erhaltenen Buchstaben „H. ITTE“ für das Korbwarengeschäft von H. Ritter zu erkennen sind.
In einem in der Nachkriegszeit gebauten Neubau an Stelle des vormaligen „Judenhauses“ richtete der Sozialverband Deutschland seine Geschäftsräumlichkeiten ein. 2024 wurde eine Gedenktafel an der Fassade der SoVD-Landesgeschäftsstelle angebracht, die an das frühere Judenhaus und seine Bewohner erinnert.